# Huile de foie de requin

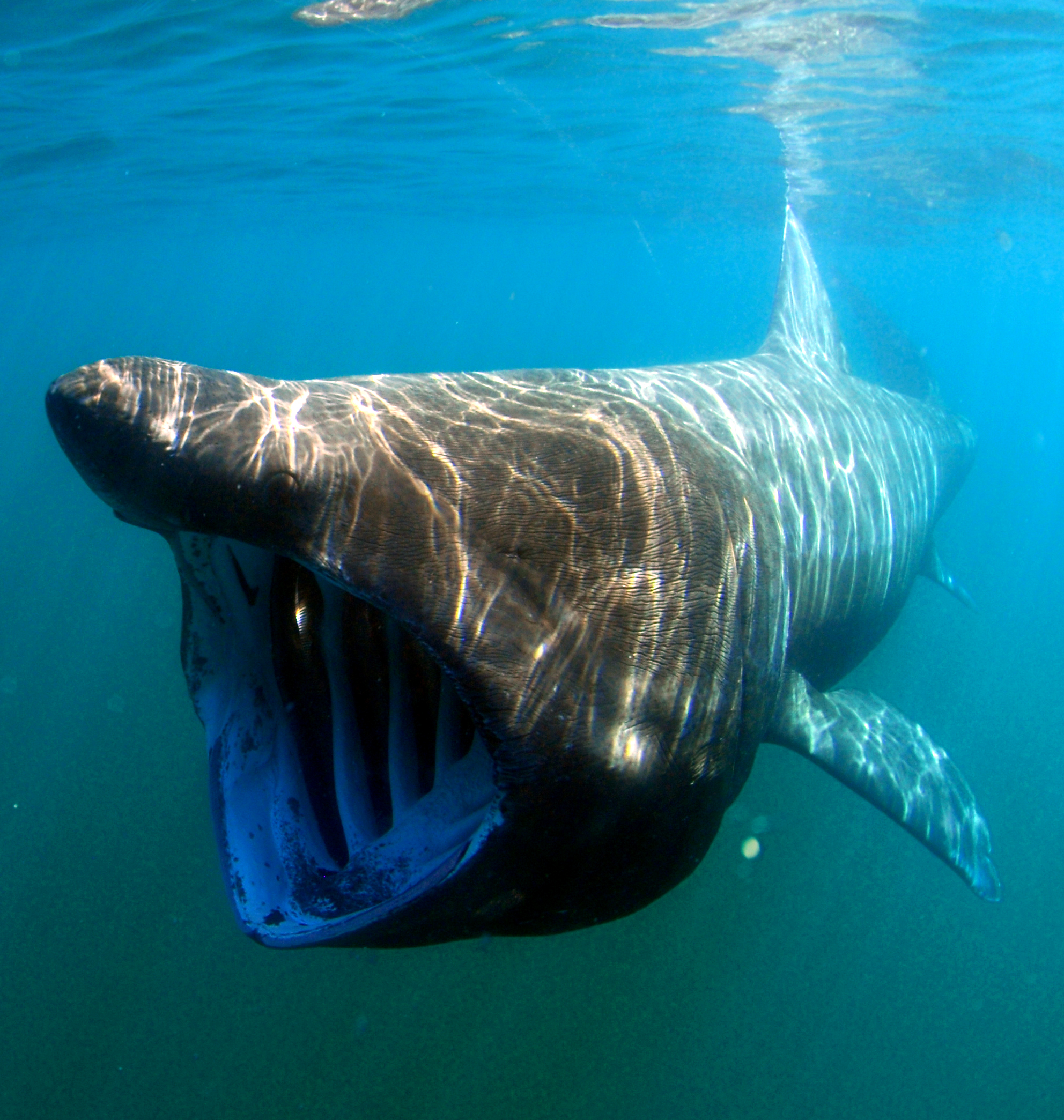
L'une des espèces ciblée pour son huile de foie est le Requin pèlerin (Cetorhinus maximus) (planctonivore), tout comme le Requin-hâ (Galeorhinus galeus) et le Requin chagrin (Centrophorus granulosus).
Ces trois espèces, autrefois largement présentes dans leur aire de répartition ont été classés vulnérables sur la liste rouge de l'IUCN, à la suite de leur surpêche,.

L'huile de foie de requin est un extrait du foie de diverses espèces de requins, dont les requins pèlerins (Cetorhinus maximus), le requin-baleine (Rhincodon typus), le requin hâ (Galeorhinus galeus), l'Aiguillat commun (Squalus acanthias), les anges de mer, les émissolles et les requins-renards « et d’un grand nombre de requins vivant en eau profonde ».

## Composition
Cette huile riche en acides gras w3 à longue chaîne contient des hydrocarbures terpéniques poly-insaturés, de la vitamine A, du cholestérol, des triglycérides, des diacyl-glycéryl-éthers [1-3] et le 1-O-alkyl-dialcyl-sn-glycérol (l'une des formes des alkylglycérols (AKG) qui sont des éther-lipides, l'huile de Centrophorus squamosus contenant par exemple comme AKG de l’alcool sélachylique (chaîne alkyle C18:1 n-9), représente environ 60 % du poids total d'AKG, mais aussi 10 à 15 % d'alcool chimylique (C16:0) et 10 à 15 % d’alcool mono-insaturé correspondant (C16:1 n-7), et enfin 2 à 5 % d'alcool batylique (C18:0).
Les alkylglycérols (AKG) sont réputés stimuler le système immunitaire. On en extrait aussi des huiles de requin le squalène (aussi dit spinacène), présent en bonne concentration, notamment chez les requins vivant en profondeur (dont le foie, qui contient jusqu'à 89 % de lipides, représente 15 à 29 % du poids total du requin [4]) Le taux de squalène dans les lipides hépatiques des requins est compris entre 63 et 96 %, certaines espèces de grands fonds en contenant le plus [7], alors que « chez les requins de surface, l'huile de foie contient très peu de squalène (10 à 20 %), mais beaucoup de cholestérol, de triglycérides et de vitamine A ».

Le dérivé hydrogéné du squalène, le squalane, est très utilisé dans l'industrie pharmaceutique et en cosmétique et cosmétologie car très stables à haute température.

## Utilité chez le requin

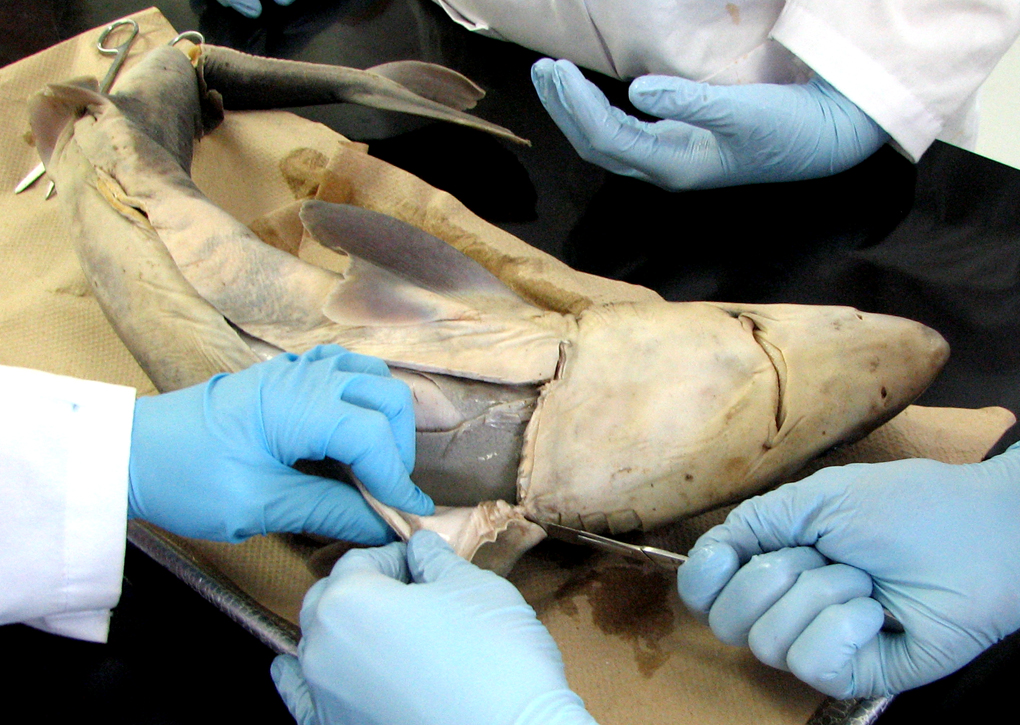
Dissection d'un aiguillat commun.
Son foie apparaît ici en gris.

Le requin ne dispose pas de vessie natatoire, son énorme foie sert de réserve énergétique et d'organe de détoxication, mais aussi à contrôler sa flottabilité.

## Historique et intérêt médicinal (controversé) et agroindustriel
Les pêcheurs scandinaves et japonais utilisent depuis le Moyen Âge, empiriquement, l'huile de foie de requin comme cicatrisant, contre la grippe ou pour renforcer l'immunité,. Les japonais l'appellent samedawa, ce qui signifie « panacée ».
Dans les années 1950, on analyse la valeur alimentaire des huiles de poissons, requins et cétacés, et plus récemment Anita Conti a participé à l'analyse nutritive de l'huile des foies de requins et de nombreux procédés.
Son utilisation a pris de l'ampleur à partir des années 1950 avec l'extension de la pêche industrielle, le développement de techniques d'extraction, fractionnement, concentration (via divers procédés de cuisson‐pression, extraction amplifiée par solvants ou via des techniques enzymatiques sanitairement moins dangereuses), avec des valorisations de plus en plus large des huiles marines puis avec le développement des techniques de pêche dans les grands fonds, au moment que l'on commençait à attribuer à cette huile des vertus anticancéreuses. La pêche intensive des requins contribue à la surpêche et à la surexploitation de certaines espèces, en régression ou menacées de disparition.

## Intérêt médical et agroindustriel
L'huile de foie de requin est parfois utilisée comme traitement adjuvant aux traitements contre le cancer. On lui prête des vertus anticancéreuses, du fait de sa forte concentration en alkylglycérols qui limiterait les conséquences néfastes de la radiothérapie, mais aussi en squalamine, molécule qui inhibe la néoangiogénèse, processus nécessaire à l'accroissement des tumeurs (à partir de 20 μM, les AKG semblent « inhiber l'augmentation de prolifération des cellules endothéliales induite par le bFGF »). 
Un effet antitumoral des AKG a été montré sur le modèle animal murin : souris recevant une greffe de tumeur solide (cellules 3LL). Sur ce modèle, certains AKG (tout comme l’huile de foie de requin) ont significativement diminué la croissance tumorale et le nombre de métastases, mais pas leur taille des métastases de la tumeur greffée ; Une diminution de l’angiogenèse par les AKG a été suggérée au vu de la diminution du facteur VIII (Von Willebrand), un marqueur de l'endothélium. les AKG C16:1 et C18:1 semblent les plus efficaces, l’AKG C12:0 est moins efficace, et au contraire l’AKG C18:0 tend à augmenter le volume tumoral et le nombre de métastases, mais « de façon cependant non significative » ; Une étude de 2006 publiée par la revue OCL (Oilseeds and fats, Crops and Lipids) et cofinancée par la Ligue nationale contre le cancer, le Conseil régional de Bretagne et la société Polaris (Pleuven, Finistère) a émis l'hypothèse que les effets anti-angiogenèse pourraient être dus à une « amplification de la production de PAF (platelet-activating factor), lui-même impliqué dans les réponses immunologiques, et également la production du 1-O-alkyl-2-acyl-sn-glycérol (...). Son activité inhibitrice sur la protéine-kinase C (PKC) pourrait expliquer les effets antiprolifératifs et antiangiogéniques ».
Une thèse publiée en 2005, conduite sur des porcs recevant un complément alimentaire d'huile de foie de requin, a conclu à une amélioration du transfert de l'immunité maternelle et de la fertilité mâle (hausse du taux de spermatozoïdes mobiles, de leur vélocité et de la teneur en étherlipides des spermatozoïdes). Les truies supplémentées (32 g/jour d'huile) entre le 80e jour de gestation et le sevrage ont eu du lait plus riche en anticorps totaux et spécifiques, en acides gras w3 et en alkylglycérols, et leur taux d'hématies et d'anticorps spécifiques de la vaccination contre la maladie d'Aujeszky était plus haut que chez celles ayant eu le régime standard. 
Les porcelets ainsi allaités avaient plus de leucocytes et d'anticorps et ont grandi plus vite. L'auteur attribue cet effet à une action conjuguée des alkylglycérols et des acides gras w3 et sur la qualité du lait maternel et peut-être à un effet prénatal.

## Controverses et risques pour la santé et l'environnement
- Depuis les années 1950, la pollution marine a beaucoup augmenté, et le foie est aussi l'organe de détoxication des animaux, et la plupart des espèces de requins sont des prédateurs placés au sommet de la pyramide alimentaire ; ce pourquoi ils bio-accumulent et bioconcentrent de nombreux polluants marins, dont mutagènes et/ou cancérigènes. Ceci est particulièrement vrai pour les requins de grande profondeur volontiers nécrophages.

- Après avoir remarqué au milieu du XXe siècle l'apparition de tumeurs du système lymphoïde chez deux employés ayant durant des années manipulé des huiles de foie de requins méditerranéens (et du squalène extrait de ces huiles), une étude a testé son éventuel caractère cancérigène. Elle a montré qu'appliquer du squalène sur la peau de souris de laboratoire induisait aussi ce type de tumeur (leucémies)[18]. 
Plus récemment (publication de l'an 2000) on a appliqué le test des micronoyaux à des huiles brutes extraites de foies de trois espèces de requins méditerranéens (dont l'un vivant en surface, Prionace glauca et deux vivant dans les grands fonds, Centrophorus granulosus et Galeus melastomus. Le test a clairement confirmé que « les huiles hépatiques brutes de (ces) trois espèces de requins sont génotoxiques et confirment que le risque de cancérogénicité est élevé »[19], les auteurs précisant que cet effet est observé sur des cellules de sang humain « dès les plus faibles doses » d'exposition (1/10Texte en exposant7)[19], et qu' in vitro la génotoxicité de l'huile prélevée sur les deux espèces de requins de profondeur est « importante », « tandis que celle du requin de surface ne possède qu'une génotoxicité modérée »[19]. 
Le test ne permet pas à lui seul de préciser si l'agent mutagène est uniquement le squalène) ou si d'autres agents liposolubles (de nombreux polluants marins le sont)[20] sont aussi en cause. D'autres études avaient déjà cherché à expliquer la génotoxicité des huiles de foie de requins[21] ou avaient cherché à déterminer les postes de travail exposant le plus à ces huiles[22]
in vitro, la cytotoxicité des AKG semble faible (se manifeste à 72 heures à partir de 100 μM)[7] ou à partir de 25 μM pour les cellules endothéliales de veines ombilicales humaines, tout en restant modérée[7].

- En tant qu'adjuvant immunologique de certains vaccins, le scalène extrait d'huile de foie de requin a été controversé[23],[24], notamment en Amérique du Nord[25].

- Selon une étude américaine récente (2016), l'autoprescription sans ordonnance de scalène (en vente libre et souvent considéré comme inoffensif) est une cause possible, et sans doute sous-estimée, de pneumonie lipoïde[26].

- Selon la CITES (2006) « L’huile de requin naturelle a été partiellement remplacée par des produits synthétiques » (ou produit à partir de végétaux[27]) mais « la demande du marché a augmenté pour la viande de plusieurs de ces espèces »[5].